# Władimir Smirnow (szermierz)
Władimir Wiktorowicz Smirnow (ros. Владимир Викторович Смирнов, ukr. Володимир Вікторович Смирнов, Wołodymyr Wiktorowycz Smyrnow; ur. 20 maja 1954 w Rubiżnym, zm. 28 lipca 1982 w Rzymie) – radziecki szermierz, trzykrotny medalista olimpijski i wielokrotny medalista mistrzostw świata.
Specjalizował się we florecie, choć walczył też w szpadzie. 
Na igrzyskach olimpijskich w Moskwie w 1980 roku wywalczył złoty medal we florecie indywidualnym, wyprzedzając Francuza Pascala Jolyota i swego rodaka Aleksandra Romankowa. W turnieju drużynowym razem z Romankowem, Sabirżanem Ruzijewem, Aszotem Karagjanem i Władimirem Łapickim zdobył srebrny medal. Wystartował także w szpadzie drużynowej, wspólnie z Aszotem Karagjanem, Aleksandrem Abuszachmietowem, Aleksandrem Możajewem i Borisem Łukomskim zdobywając brązowy medal.
Podczas mistrzostw świata w Buenos Aires w 1977 roku razem z Aleksandrem Romankowem, Sabirżanem Ruzijewem, Siergiejem Isakowem i Wasylem Stankowyczem zdobył brązowy medal we florecie drużynowym. W tej samej konkurencji zdobywał następnie złote medale na mistrzostwach świata w Melbourne (1979), mistrzostwach świata w Clermont-Ferrand (1981) i mistrzostwach świata w Rzymie (1982) oraz brązowy podczas mistrzostw świata w Hamburgu (1978). Ponadto zdobył złoty medal indywidualnie na mistrzostwach świata w Clermont-Ferrand w 1981 roku, wyprzedzając Rumuna Petru Kukiego i Włocha Angelo Scuriego.
Zmarł w wyniku obrażeń odniesionych na planszy szermierczej. 19 lipca 1982 zmierzył się na mistrzostwach świata w Rzymie z reprezentantem RFN Matthiasem Behrem. Niemiec wykonał pchnięcie, klinga złamała się, a odłamek ostrza przebił maskę i przez oko wbił się w mózg Smirnowa. Radziecki szermierz zmarł kilka dni później. Po tym wypadku podwyższono wymogi bezpieczeństwa na szermierczej planszy, m.in. do wyrobu kling zastosowano stal maraging.

## Starty olimpijskie (medale)
Moskwa 1980
- floret indywidualnie –  złoto
- floret drużynowo –  srebro
- szpada drużynowo –  brąz